# Perge

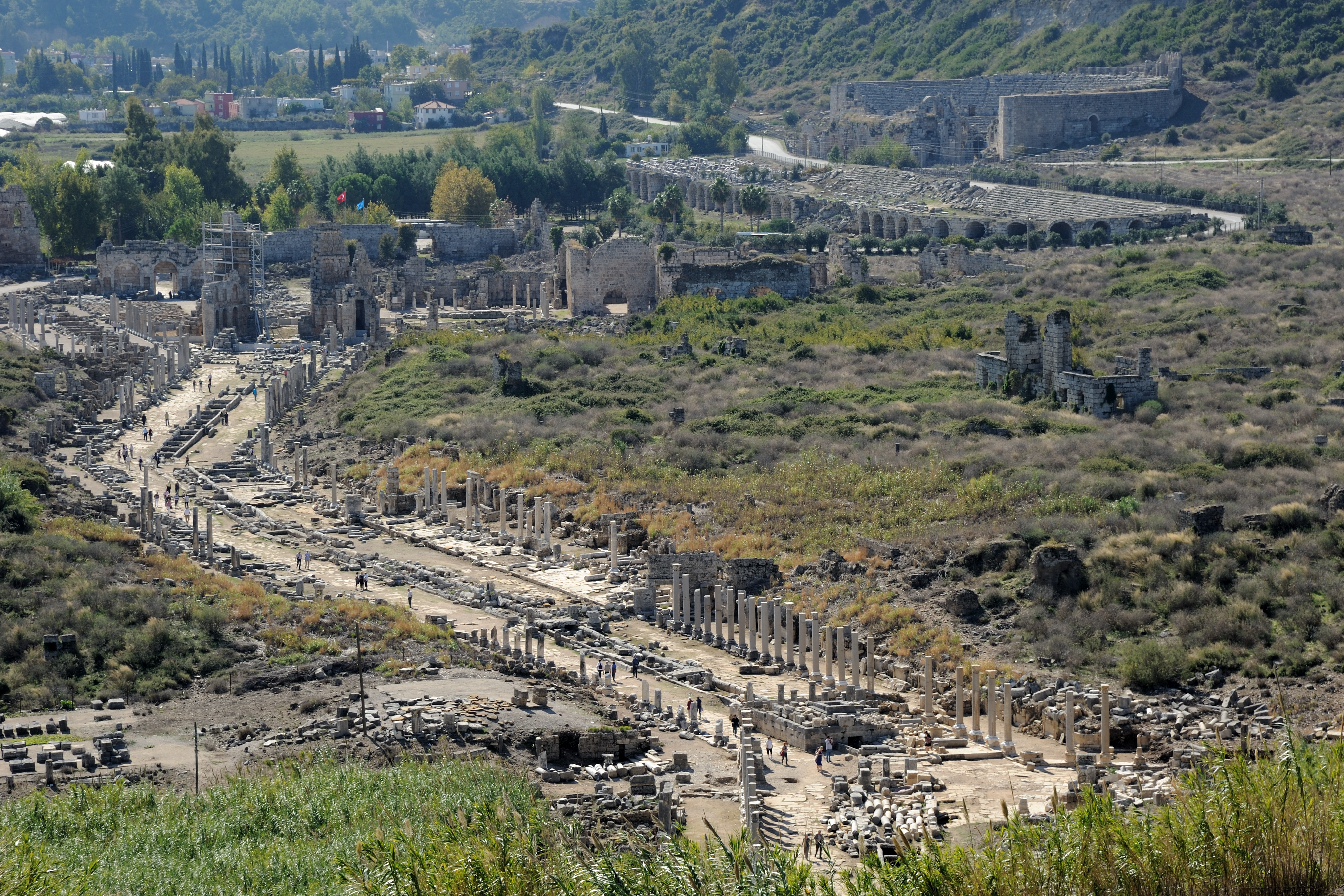
Panorama de Perge.

Perge o Perga (en griego antiguo Πέργη) eran los dos nombres por los cuales es conocida una importante ciudad de la provincia romana de Panfilia que estaba ubicada cerca de la actual ciudad de Antalya, a unos 12 km de la costa meridional de Turquía.

## Gentilicio y territorio
El gentilicio es pergeo (Περγαîος, pergaios), es posible que el término greco-panfilio Πρείισς que figura en unas inscripciones de finales del siglo V y principios del siglo IV a. C., también lo sea.
Su territorio abarcaba hacia el oeste hasta Telmeso, y hacia este hasta el río Cestro, extensión que figura en inscripciones de Atenea Perge y en monedas.

## Historia
Supuestamente fue una de las ciudades fundadas por un contingente mixto de colonos, que acompañaron a Anfíloco, Mopso y Calcante, gentes que se dispersaron a su regreso de Troya.
Olshausen sugiere que Perge fue fundada en el periodo micénico por parte de argivos y de espartanos.
Estaba emplazada a 50 m s. n. m. de altitud en una meseta que bordeaba la llanura de Panfilia. La ciudad ganó importancia, el río Cestro que pasaba cerca de la ciudad y que según Estrabón estaba a 60 estadios de su desembocadura. Posiblemente en esa época se utilizaran pequeñas embarcaciones como una vía de ingreso y regreso de mercancías desde el Mar Mediterráneo, las cuales eran descargadas en Antalya, importante puerto de dicho mar. Pablo de Tarso pasó con sus compañeros por esta ciudad (Hechos 13:13), en el llamado primer viaje misional o misionero. No hay registros conocidos que identifiquen allí algún grupo primitivo de cristianos.
Existió un santuario de Artemisa Pergea, cercano a la ciudad, en el que tenía lugar un festividad anual. El culto a esta diosa está atestiguado en inscripciones en alfabeto panfilio, como «Señora de Perge». El Periplo de Pseudo-Escílax menciona este templo. Traspasó las fronteras de Perge y se convirtió en culto nacional en Panfilia. Según Estrabón el templo estaría «extra muros». Han sido identificados restos del santuario de clásico. Sin embargo el templo dórico y fragmentos de un gran templo jónico, localizado al sur de la puerta de la ciudad han revelado la existencia de un templo más grande, posiblemente el de Artemisa Pergea.
Según las inscripciones de las bases de las puertas de la Perge romana, hubo estatuas de Anfíloco y Calcante. También habría esculturas de Mopso.
Su tamaño en época romana rondaba las 61 hectáreas. El asentamiento griego probablemente comprendía únicamente la parte norte, en la colina de la acrópolis. Del siglo III a. C. se conservan restos de las murallas y de un templo dórico en el exterior de la puerta sur. Se conserva una dedicatoria a la diosa de principios del siglo V o del IV a. C. con las palabras Μανψαι Πρειιαι.
Fue probablemente una comunidad indígena gradualmente helenizada a partir del siglo VII a. C., en la que se hablaba un dialecto panfilio.
En los Hechos de los Apóstoles se nombra a Perge en un capítulo relativo a los viajes de Pablo de Tarso: 

Pablo de Tarso y sus compañeros zarparon de Pafos y llegaron a Perge de Panfilia. Juan se apartó de ellos y regresó a Jerusalén. Pasando a través de Perge, llegaron a Antioquía de Pisidia
Hechos:13. Latin, ed. Saint Jerome, Bible Foundation and On-Line Book Initiative) (Greek, ed. Brooke Foss Westcott, Fenton John Anthony Hort)